# Међународна стаза Бахреин
Међународна стаза Бахреин је модерна аутомобилска стаза за трке моторних возила која се налази у бахреинском пустињском подручју Шахин. Стаза је званично отворена 2004. године и по својој специфичној конструкцији спада у једну од најмодернијих стаза које се користе за трке моторних возила.